# Prinsesedler
Prinsesedler var i Norge den allmänna benämningen på de av prins Kristian Fredrik i januari 1814 utfärdade sedlarna. De ofonderade sedlarna, som gick till ett nominellt belopp av 3½ miljoner riksbanksdaler, bidrog bara till att förvärra Norges ekonomiska ställning och öka den rådande förvirringen i Norges finanser.